# Sarkodie (rapper)
Sarkodie, pseudonimo di Michael Owusu Addo (Tema, 10 luglio 1985), è un rapper ghanese.

## Biografia
Sarkodie ha conseguito la sua prima nomination agli MTV Europe Music Awards nel 2010, edizione in cui è stato candidato per il miglior artista anglofono. Si è portato a casa il riconoscimento al miglior hip hop quattro edizioni più tardi. Alla cerimonia tenutasi nel 2016 ha ottenuto un'ulteriore candidatura, nella categoria di miglior collaborazione. Il suo album in studio più recente, intitolato Jamz, è uscito nella seconda metà del 2022.
Nel corso della sua carriera ha vinto diversi premi, tra cui un BET Award e un BET Hip Hop Award.

## Discografia

### Album in studio
- 2009 – Makye
- 2012 – Rapperholic
- 2014 – Sarkology
- 2017 – Highest
- 2019 – Black Love
- 2021 – No Pressure
- 2022 – Jamz

### Album dal vivo
- 2015 – Mary

### EP
- 2012 – TMG
- 2019 – Alpha
- 2024 – The Championship

### Singoli
- 2011 – U Go Kill Me (feat. El)
- 2011 – Fair Warning Aka Tema Part 2 (feat. Mugeez, Yaw Sike & Payday)
- 2011 – Daabi
- 2011 – Obobi
- 2012 – Azonto fiesta
- 2014 – Chingam (feat. Bisa Kdei)
- 2014 – M3gye wo girl (feat. Shatta Wale)
- 2014 – Love Rocks (feat. Samini)
- 2015 – Yakubu (con Sarkodie)
- 2015 – NewGuy (feat. Acehood)
- 2015 – Swag (con Omar Sterling e Ice Prince)
- 2016 – Raw Guys (feat. Pappy Kojo & Ace Hood)
- 2016 – Take It Back
- 2016 – Bossy (feat. Jayso)
- 2016 – Asante ni
- 2016 – MMMP (feat. Edem)
- 2017 – Ghetto Youth (con Shatta Wale)
- 2017 – RNS Rich N***a Shit
- 2017 – Just in Case (feat. Masterkraft)
- 2017 – Pain Killer (feat. RunTown)
- 2017 – Gboza
- 2017 – Almighty
- 2018 – Didi (feat. Kelvynboy & Strongman)
- 2018 – Tema
- 2018 – Sofo moko (con B4bonah)
- 2018 – End Time (feat. Kwabena Kwabena)
- 2018 – Devil in Me (feat. Efya)
- 2018 – Check Your Pay
- 2018 – Wake Up Call Road Safety (feat. Benji)
- 2018 – Ye be pa wo
- 2018 – Hope (Brighter Day) (feat. Obrafour)
- 2018 – Can't Let You Go (feat. King Promise)
- 2018 – Black Excellence
- 2018 – Bibiba (con Bekey Mills)
- 2018 – Biibi ba (Money) (con Kelvyn Boy)
- 2018 – Psalm 35 (con Wendy Shay e Kuami Eugene)
- 2018 – Homicide (feat. La Même Gang)
- 2019 – I Know (feat. Reekado Banks)
- 2019 – All Die Be Die (feat. Akan)
- 2019 – Wash It (con Victoria Kimani)
- 2019 – Friends to Enemies (feat. Yung L)
- 2019 – Lucky (feat. Rudeboy)
- 2019 – Do You (feat. Mr Eazi)
- 2019 – Who da Man (con Kwesi Arthur)
- 2019 – Saara (feat. Efya)
- 2019 – Party & Bullsh*t (feat. Donae'o & Idris Elba)
- 2019 – Vitamin C (con El Magnifico)
- 2019 – Regular (con Mugeez)
- 2019 – Oofeets (feat. Prince Bright)
- 2019 – Year of Return (feat. Coded)
- 2020 – Bumper
- 2020 – Overload 2 (feat. Oxlade)
- 2020 – Overload 1 (feat. Efya)
- 2020 – Sub Zero
- 2020 – Fa hooki me
- 2020 – Brown Paper Bag (feat. Manifest)
- 2020 – CEO Flow (feat. E40)
- 2020 – Gimme Way (feat. Prince Bright)
- 2020 – Happy Day (feat. Kuami Eugene)
- 2020 – Hasta la vista (feat. Zlatan)
- 2020 – Ahobrase 3 (con Yaw Sarpong)
- 2020 – Cold (con Joey B)
- 2021 – Come Back (feat. Moelogo)
- 2021 – No Fugazy
- 2021 – Coachella (con Kwesi Arthur)
- 2021 – Mewo akoma (con Pat Thomas)
- 2021 – Vibration (feat. Vic Mensa)
- 2021 – VIP (con Zlatan e Rexxie)
- 2021 – Vibe Soor (con King Passion e Medikal)
- 2022 – Ekomedeme (con Broni)
- 2022 – Labadi (feat. King Promise)
- 2023 – Stir It Up (con Bob Marley & the Wailers)
- 2023 – Try Me
- 2023 – Freaky & Naughty
- 2023 – Check My Zingo (con DopeNation)
- 2023 – Till We Die (feat. Ruger)
- 2023 – Otan
- 2023 – Been a Fool for You (con Amakye Dede)
- 2024 – Undress You (con KJ Spio e Oxlade)
- 2024 – Imali (con Kingdmusic e ZiiBeats)
- 2024 – Brag
- 2024 – Hate (con Jay Bahd)
- 2024 – Jealous (con KJ Spio e Loick Essien feat. Ambré)